# Будрио
Бу̀дрио (на италиански: Budrio, на местен диалект Bûdri, Будри) е град и община в северна Италия, провинция Болоня, регион Емилия-Романя. Разположен е на 25 m надморска височина. Населението на общината е 18 172 души (към 2012 г.).